# كيفين براندز
كيفين براندز (بالهولندية: Kevin Brands)‏ (28 مارس 1988 بفالفايك في هولندا - ) هو لاعب كرة قدم هولندي في مركز الوسط. لعب مع إي زد ألكمار وفيلم تو تيلبورغ ونادي فولندام ونادي كامبور وناك بريدا ونادي تلستار ‏.

## وصلات خارجية
- كيفين براندز على موقع اتحاد تركيا (لاعب) (الإنجليزية)
- كيفين براندز على موقع قاعدة بيانات كرة القدم.إي يو (الإنجليزية)
- كيفين براندز على موقع Soccerway.com (الإنجليزية)
- كيفين براندز على موقع عالم كرة القدم.نت (الإنجليزية)